# Вегерер, Густав
Гу́став Ве́герер (нем. Gustav Wegerer; 2 августа 1897, Вена — 1954, Франтишкови-Лазне) — австрийский инженер-химик, активист коммунистической партии, политический заключённый в нацистском концентрационном лагере «Бухенвальд».

## Биография
Густав Вегерер родился 2 августа 1897 года в Вене. Окончил среднюю школу и инженерный факультет, получив диплом инженера-химика. В молодом возрасте вступил в Коммунистическую партию Австрии, позднее стал членом ее Центрального комитета. Долгое время он оказывал Советскому Союзу солидарную помощь в строительстве его экономики. С 1938 по 1945 год он находился в концентрационном лагере «Бухенвальд» как политический заключенный (номер заключенного 3535), где исполнял обязанность капо в патологическом отделении. В этом отделении Вегерер должен был заготавливать кожу имевших татуировки убитых заключенных для жены коменданта лагеря, Ильзы Кох, которая использовалась ею для изготовления абажуров. Принимал участие в деятельности лагерного подполья. За время пребывания в «Бухенвальде» в соавторстве со своим заместителем Куртом Зитте написал диссертацию под заголовком «Опыт лечения лёгочного туберкулёза путем ингаляции угольного коллоида» для главного врача концлагеря Вальдемара Ховена.
После нацизма в 1945 году Вегерер вышел на свободу и работал в информационном бюро мемориального комплекса «Бухенвальд».